# Phoroncidia ravot
Phoroncidia ravot är en spindelart som beskrevs av Claude Lévi 1964. Phoroncidia ravot ingår i släktet Phoroncidia och familjen klotspindlar.
Artens utbredningsområde är Venezuela. Inga underarter finns listade i Catalogue of Life.